# Comité olympique dominicain

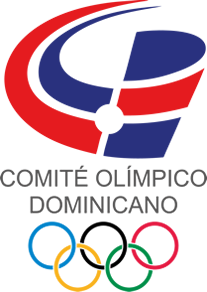
Comité olympique dominicain

Le Comité olympique dominicain (en espagnol : Comité Olímpico Dominicano, COLIMDO) est le comité national olympique de la République dominicaine fondé en 1946.